# Na Voskopě
Přírodní rezervace Na Voskopě je chráněné území, vyhlášené 26. listopadu 2012 Správou Chráněné krajinné oblasti Český kras. Předmětem ochrany jsou nízkokmenné habrové a dřínové doubravy, pěchavové bory, vápnomilné bučiny a též geologický reliéf s povrchovými krasovými jevy a krasovými kapsami.

## Vznik rezervace
Zalesněné jihozápadní svahy vrchů Na Voskopě a Újezdce leží v těsném sousedství velkolomu Čertovy schody mezi obcemi Suchomasty a Koněprusy v okrese Beroun ve Středočeském kraji. Snahy o zřízení této přírodní rezervace trvaly téměř patnáct let, během kterých probíhalo mnoho komplikovaných vyjednávání s vlastníkem pozemku – Velkolomem Čertovy schody, a. s. Cenná lokalita totiž celé leží v jeho stanoveném dobývacím prostoru. Téměř třetina jeho území se zbytky vápencových bučin navíc leží v území, kde na základě povolení ze začátku 90. let 20. století mohla být zahájena těžba. Díky vstřícnému přístupu Velkolomu Čertovy schody se však nakonec podařilo toto území zachránit.

## Charakteristika
PR Na Voskopě zaujímá zalesněné jihozápadní a západní svahy dvojvrší Na Voskopě (468 m n. m., vrchol je odtěžen lomem) a Újezdce (474,3 m n. m.). Vlastní vrcholy leží těsně za východní hranicí PR. Území je významnou mykologickou lokalitou s bohatým výskytem vzácných druhů hřibovitých hub, hřibu královského (Boletus regius) a hřibu Fechtnerova (Boletus fechtneri), dále pak pavučinců z podrodu Phlegmacium. Na lesních světlinách žije silně ohrožená užovka hladká (Coronella austriaca) a ohrožené druhy motýlů např. vřetenuška chrastavcová (Zygaena osterodensis) nebo lišejníkovec malý (Setina roscida).

### Geologie
Geologický podklad území je tvořen bílými masivními biodetritickými mělkovodními koněpruskými vápenci (starší prvohory, spodní devon, stupeň prag, pražské souvrství). Koněpruské vápence vznikaly hlavně z vápnitých schránek více než 1200 druhů mořských bezobratlých živočichů, kteří žili v tropickém moři a vytvářeli v oblasti nedalekého Zlatého koně stavebně velmi složitý útvar – útes. Na území PR byla zřejmě osypová část útesu. Výchozy koněpruských vápenců můžeme nalézt pouze v několika malých, náletovou vegetací téměř zcela zarostlých lůmcích. Vápenec se zde těžil počátkem 20. století na výrobu vápna.
Především v severní části PR jsou vápence hojně zkrasovělé. Krasové kapsy jsou otevřené k povrchu a vyplněné klastickým materiálem. Stáří výplní kapes není paleontologicky ani jinak doloženo, ale lze předpokládat, že pocházejí z druhohor (pestré a žlutavé písky a jíly), případně třetihor a čtvrtohor. O přítomnosti podpovrchových krasových jevů svědčí i krasový reliéf a náznaky závrtových depresí.

### Mykoflóra
Prokázaný vysoký počet vzácných i potenciálně až kriticky ohrožených druhů makromycetů činí tuto lokalitu bezesporu jedním z nejbohatších nalezišť teplomilné mykoflóry Českého krasu až celých středních Čech. Dosud zde bylo nalezeno 315 druhů hub. V území se hojně vyskytují vzácné a ohrožené druhy, zejména pavučince z podrodu Phlegmacium, např. pavučinec lví (Cortinarius leochrous) nebo pavučinec proměnlivý (Cortinarius multiformis). Z hřibovitých zejména hřib Fechtnerův (Butyriboletus fechtneri), hřib královský (Butyriboletus regius), hřib satan (Rubroboletus satanas), hřib Quéletův (Suillellus queletii) nebo hřib kaštanový (Gyroporus castaneus). Z ostatních vzácných druhů jmenujme alespoň kyjanku růžovou (Clavaria rosea), čirůvku černošupinatou (Tricholoma atrosquamosum), čirůvku růžovotřennou (Tricholoma basirubens), holubinku hájovou (Russula decipiens), ryzec krvomléčný (Lactarius sanguifluus), šťavnatku básnickou (Hygrophorus poetarum), šťavnatku dvoubarvou (Hygrophorus persoonii), běločechratku trojbarvou (Leucopaxillus compactus) a líhu nahořklou (Lyophyllum amariusculum).

### Flóra
Většinu území pokrývají dubohabřiny s přechody do rozvolněných, bývalých pastevních lesů a fragmentů vápencových borů. V těchto porostech se vyskytuje ohrožená sasanka lesní (Anemone sylvestris) a silně ohrožený kruštík růžkatý (Epipactis muelleri). V severní a střední části území jsou ve vlhčích polohách, převážně na svazích se severní orientací, vyvinuty vápencové bučiny s okroticí červenou (Cephalanthera rubra). V rozvolněných částech bučin se hojně vyskytuje pěchava vápnomilná (Sesleria caerulea) a vzácně i ohrožený zimostrázek nízký (Polygala chamaebuxus). Jihozápadní svahy s mělkou půdou naopak ostrůvkovitě pokrývají teplomilné doubravy s výskytem ohroženého dřínu obecného (Cornus mas) a dubu pýřitého (Quercus pubescens). Ze zvláště chráněných druhů se Na Voskopě vyskytuje především silně ohrožený koniklec luční český (Pulsatilla pratensis subsp. bohemica) a ohrožená chrpa chlumní. (Centaurea triumfettii). Z dalších pozoruhodných stepních a lesostepních druhů tu rostou například trávy kostřava walliská (Festuca valesiaca) a smělek štíhlý (Koeleria macrantha), z dalších bylin devaterník tmavý (Helianthemum grandiflorum subsp. obscurum), z dřevin jeřáb břek (Sorbus torminalis), jeřáb chlumní (Sorbus collina), jeřáb dunajský (Sorbus danubialis) a tařice horská (Alyssum montanum).

### Fauna
Na území PR nebo v těsné blízkosti jeho hranic byly nalezeny vzácné druhy pavouků – slíďáci Alopecosa sulzeri, Alopecosa trabalis, Arctosa figurata a Pardosa bifasciata, pavučenky Abacoproeces saltuum, Panamomops affinis a Walckenaeria simplex, křižák Cercidia prominens, šestiočka Dysdera erythrina, teplomil Titanoeca quadriguttata, skálovka Drassyllus villicus a běžník Xysticus ninnii. Z hlediska průzkumu blanokřídlého hmyzu lokalita vychází jako nejbohatší v rámci zkoumaných území v dobývacím prostoru velkolomu Čertovy schody. Byla zde zjištěna vzácná hrabalka Arachnospila fumipennis či zednice Osmia bicolor. Ze zvláště chráněných druhů (kategorie „ohrožený“) se zde vyskytují čmeláci Bombus lapidarius, Bombus pascuorum, Bombus soroensis, Bombus sylvarum a Bombus terrestris. Fytofágní brouci jsou mimo jiné zastoupeni šesti reliktními druhy (dřepčíci Aphtona herbigrada, Longitarsus helvolus a Psylliodes instabilis, nosatci Acalles echinatus a Ruteria hypocrita, větevníček Choragus sheppardi). Lepidopterologickým průzkumem byly zjištěny 753 druhy motýlů, z nichž patrně nejvýznamnější jsou ohrožení vřetenuška chrastavcová (Zygaena osterodensis), lišejníkovec malý (Setina roscida) a rychle mizející přástevník užankový (Hyphoraia aulica).
Z ornitologického hlediska jsou zde zastoupeny druhy smíšeného a listnatého lesa, včetně druhů otevřených stanovišť. Pravidelně zde hnízdí krutihlav obecný (Jynx torquilla), strakapoud prostřední (Dendrocopos medius), ojediněle i holub doupňák (Columba oenas). Z plazů stojí za zmínku výskyt malé populace užovky hladké (Coronella austriaca).

## Galerie

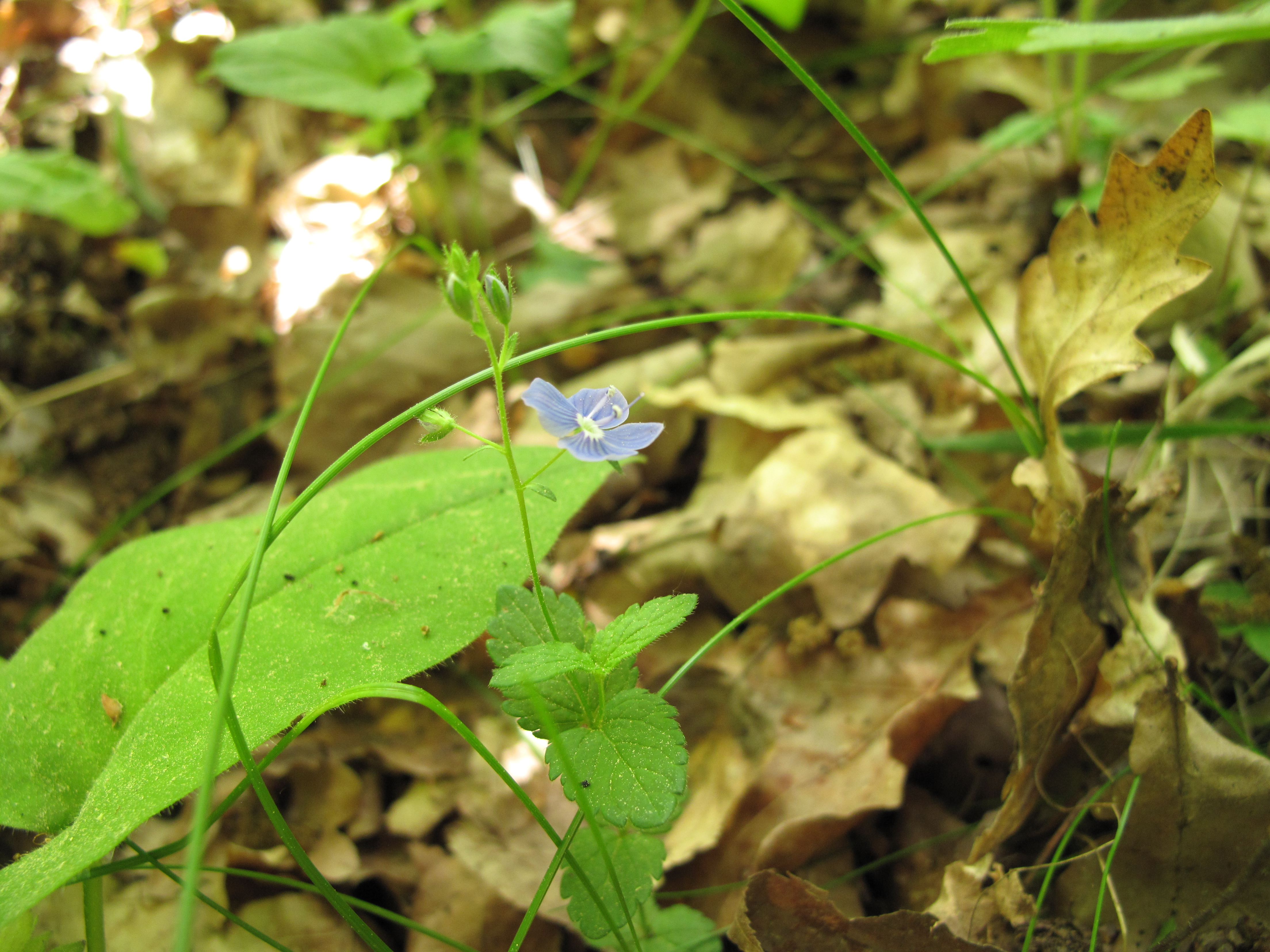
Rozrazil
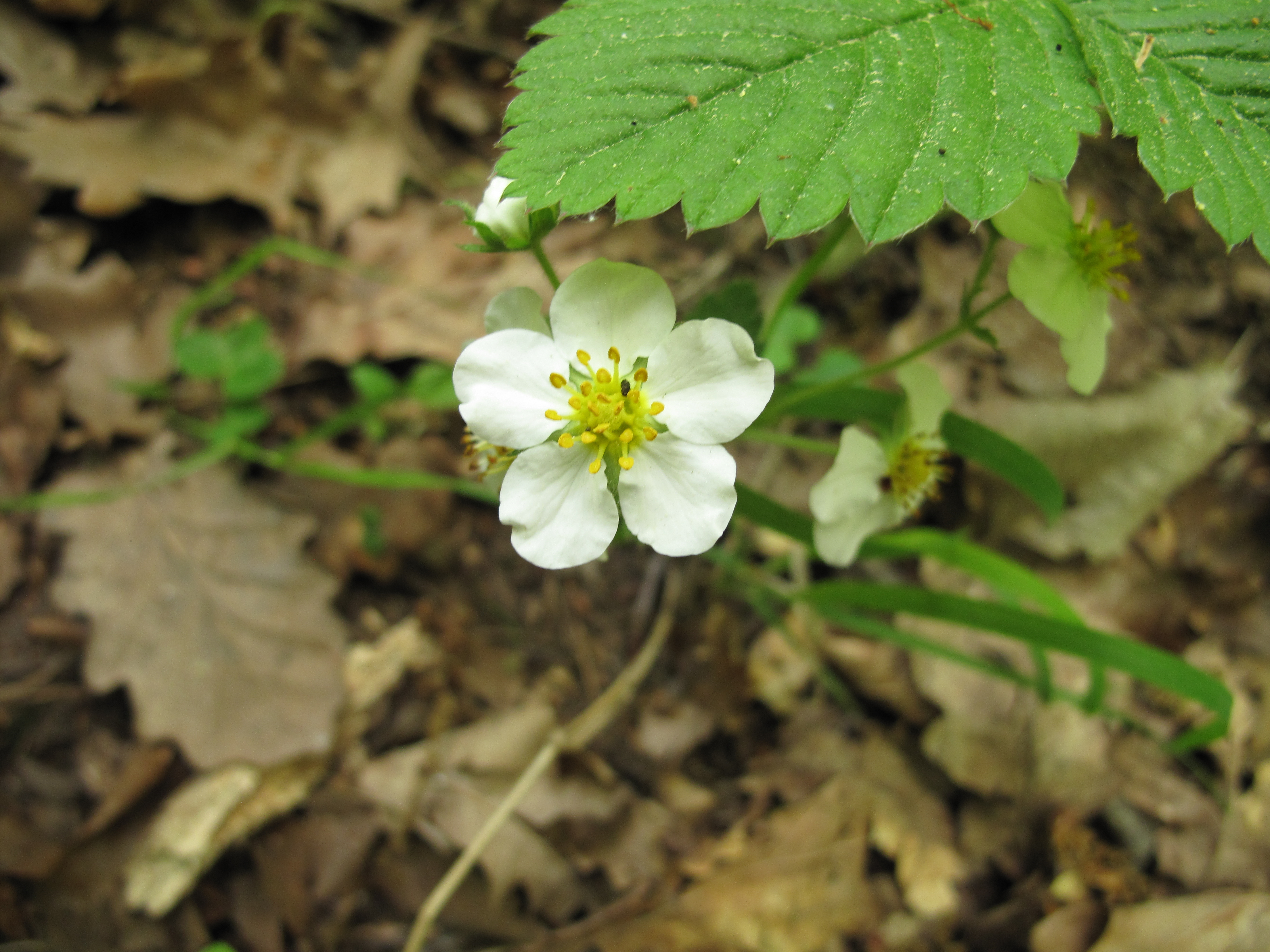
Květ
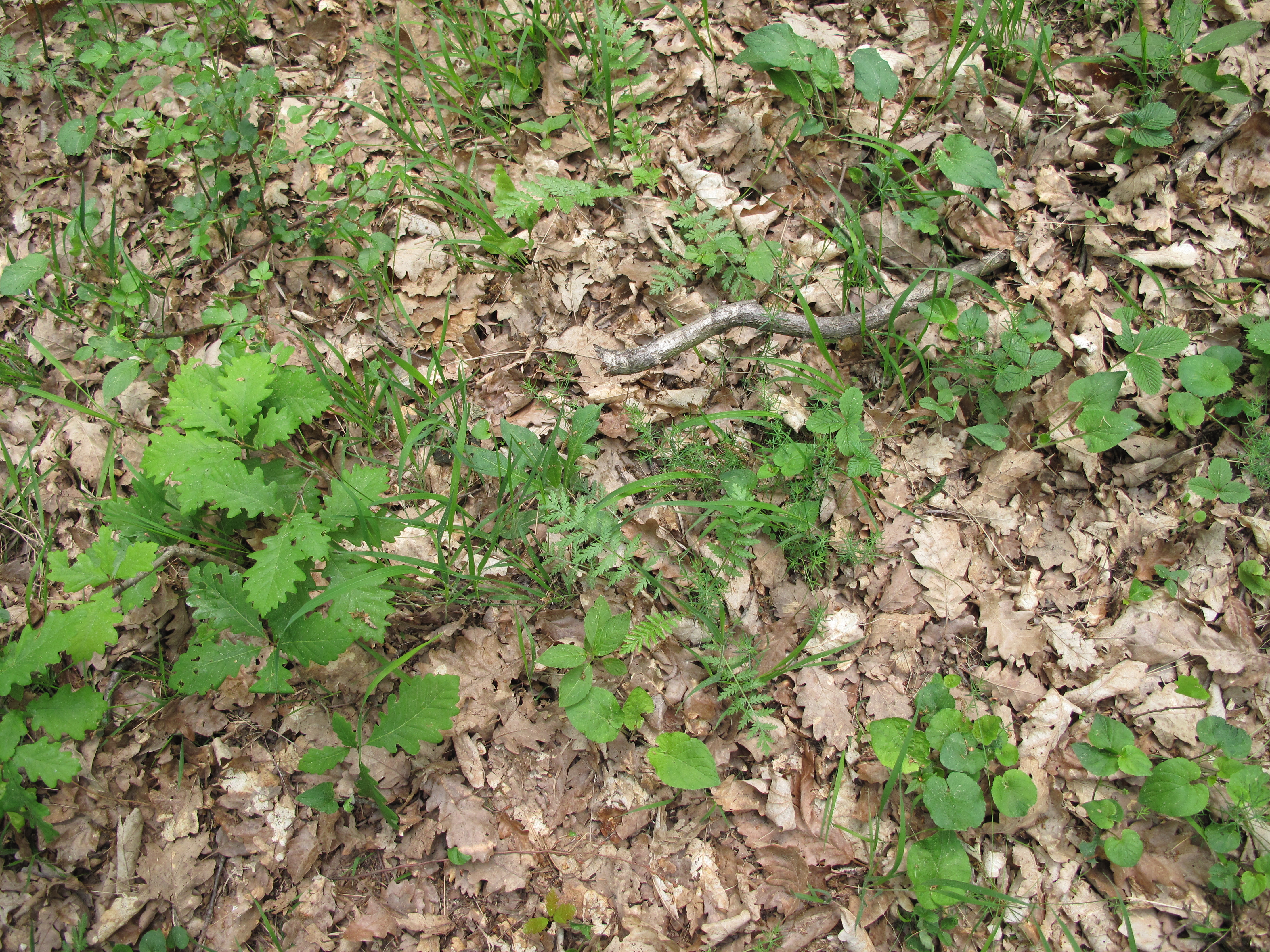
Rostliny